# Team Origin
El Team Origin es un equipo de vela del Real Club de Yates del Támesis formado para disputar la Copa América. El impulsor del equipo es Sir Keith Mills, que fue quien consiguió que la candidatura de Londres ganase la puja por disputar los Juegos Olímpicos de 2012. El director del equipo es Mike Sanderson, Regatista Mundial del Año de la ISAF 2006. 
El equipo ha comprado a los suizos del Alinghi el barco SUI-75, que estrenó su nuevo número de vela, GBR-75, el día 14 de julio de 2007 en Valencia.